# Еноя
Еноя, Ойноя (грец. Οινόη) — грецьке містечко на півночі Аттики, на кордоні з Беотією, у давнину — один з аттичних демів.

## Походження назви
За однією з версій місто отримало свою назву на честь Еної, сестри аттичного героя Епоха. Прозаїчніша і водночас вірогідніша версія пов'язує ім'я поселення з грецьким словом «οίνος» — «вино». Долина, в якій була розташована Еноя, в давнину славилася своїми виноградниками. Відомо також, що найшанованішим місцевим божеством був бог виноробства Діоніс, і саме звідси його культ поширився Аттикою.

## Історія
Еною не раз згадують давньогрецькі міфи. За одним з переказів, саме енойці вбили сина Міноса Андрогея — до вбивства їх нібито підбурив афінський цар Егей, який боявся, що Андрогей допоможе Паллантидам позбавити його престолу. Мінос помстився тим, що змусив мешканців Аттики платити данину людьми, яких віддавали на поталу Мінотавру.

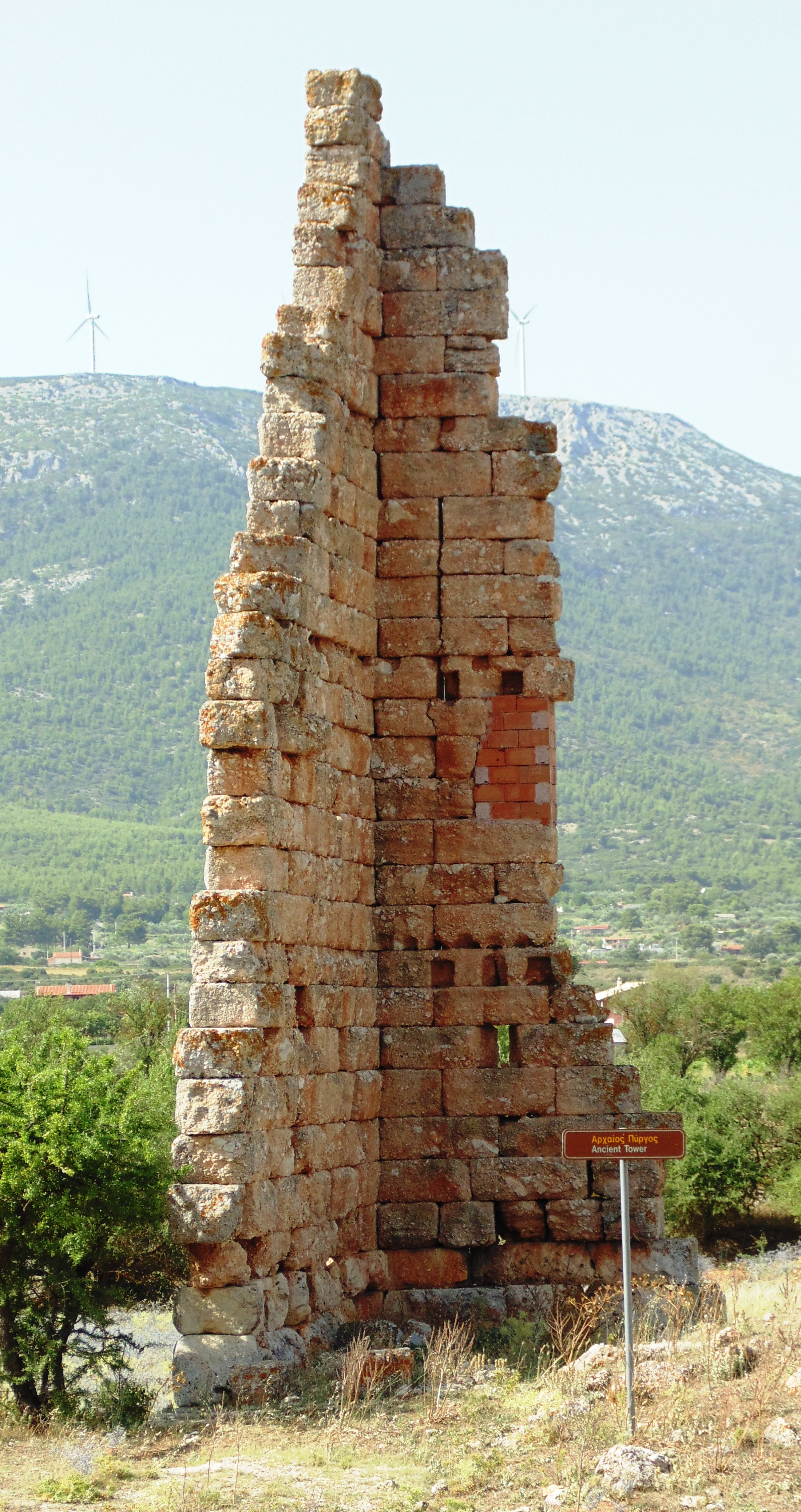
Залишки оборонної вежі IV ст. до н. е.

За владу над Еноєю нібито сперечалися останній фіванський цар Ксанф і афінський володар Фімет. Суперечку мав вирішити двобій двох царів, але Фімет був надто старим і не наважився вийти на бій. Тож Фімета замінив пілоський втікач Мелант. Мелант переміг за допомогою хитрощів. Він нібито побачив за спиною Ксанфа самого Діоніса, одягеного в козину шкіру, і поскаржився, що супротивник порушив умови і взяв із собою помічника. Коли ж фіванський володар озирнувся, Мелант завдав йому смертельного удару. Мелант не лише здобув таким чином Еною, а й сам став афінським царем, заснувавши нову династію.
Цілком можливо, що легенда про двобій Ксанфа з Мелантом виникла пізніше, для обґрунтування афінських претензій на Еною. Адже із впевненістю говорити про поширення на місто афінської влади можна лише з VI ст. до н. е. Відомо, що в 507 році до н. е. беотійці захопили найпівнічніші аттичні деми — Гісії і Еною, проте якщо Гісії так і залишилися за ними, Еною афіняни повернули. Місто було оточене потужними оборонними мурами, і надалі за будь-якої військової тривоги афіняни надсилали до нього військовий загін. Для них контроль над Еноєю мав мало не сакральне значення, адже через неї ще й пролягала «священна дорога» до Дельф.
Не дивно, що з початком Пелопонеської війни спартанський цар Архідам насамперед спробував здобути саме Еною (431 році до н. е.). Вочевидь, Архідам розраховував, що з падінням міста афіняни одразу ж погодяться на мирні перемовини. Проте облога Еної затягнулася, афінянини виявили впертість, а спартанці зрештою так і не наважилися на штурм. Місту дали спокій, а спартанський табір перемістили вглиб Аттики — до Ахарн.
Під час Беотійської війни спартанський цар Клеомброт змушений був пробиратися до Фів через гори, аби лише не штурмувати Еною, зайняту афінянами під командуванням Хабрія.
Після встановлення македонської гегемонії над Грецією Еноя втратила своє стратегічне значення і поступово знелюдніла.
У новий час неподалік від руїн давньої Еної виникло селище Мазі. З часом кількість його мешканців зросла і Мазі перетворилося на містечко.
У 1919 році поселенню вирішили повернути назву античного міста і перейменували на Еною.